# Hongyan (köping i Kina, Hunan)
Hongyan (kinesiska: 红岩, 红岩镇) är en köping i Kina. Den ligger i provinsen Hunan, i den södra delen av landet, omkring 280 kilometer sydväst om provinshuvudstaden Changsha. Antalet invånare är 26389. Befolkningen består av 12 812 kvinnor och 13 577 män. Barn under 15 år utgör 21,0 %, vuxna 15-64 år 68 %, och äldre över 65 år 10,0 %.
Genomsnittlig årsnederbörd är 1 628 millimeter. Den regnigaste månaden är maj, med i genomsnitt 228 mm nederbörd, och den torraste är oktober, med 62 mm nederbörd.